# Telescope Peak (Antarktika)
Der Telescope Peak ist ein 1270 m hoher Berg im ostantarktischen Viktorialand. In der Royal Society Range ist er die höchste Erhebung im östlichen Teil des Transit Ridge.
Das New Zealand Geographic Board benannte ihn 1993 nach einem Fernrohr, wie es häufig in der Geodäsie in Form des Theodolits Verwendung findet.